# Olympia 68 Basketball
L'A.S.D. Olympia 68 Basketball è stata la principale società di pallacanestro femminile di Reggio Calabria; ha giocato l'ultima stagione a Catania.
Fondata nel 1968, ha disputato per cinque stagioni la Serie A2 e due la Serie A2 d'Eccellenza. I suoi colori sociali erano il verde e il nero, diventati rosso e blu dopo il trasferimento a Catania.

## Storia
Nel 1976-77 finì quinta in Serie B. Nel 1977-1978, sponsorizzata Gis, giunse seconda nella Poule B.
Nel 1980, dalla fusione tra Olympia Basket Reggio e Don Bosco Pellaro, è nata l'Olympia Basket Pellaro. Il primo presidente è stato Giovanni Dattola, come allenatore fu chiamato il messinese Fotia. Nel 1981-1982, targata Renauto e allenata da Porchi, l'Olympia vinse la prima fase della Serie B.
Nel 1984 l'allenatore era nuovamente Enzo Porchi; dopo un quarto posto, vinse il campionato e conquistò la promozione in Serie A2 il 1º giugno 1986 dopo tre spareggi contro Gualdo Tadino. La squadra ha disputato due stagioni in A2 e poi è retrocessa. Dattola ha quindi lasciato la presidenza a Giuseppe Palamara, che è rimasto fino al 1990. Dal 1990 al 1995 Chindemi è stato il massimo dirigente, sostituito nel decennio successivo da Franco Cellini. Dal 2006 al 2009 la squadra è stata gestita da Vincenza D'Amico. Nel corso degli anni disputa vari campionati di Serie A2 e B nazionale.
In seguito, la squadra senior ha militato in Serie B siculo-calabra: si è salvata tramite la Poule Retrocessione nel 2007-2008, nel 2008-2009, e nel 2009-2010. Nel 2010 la squadra è stata ripescata in Serie B d'Eccellenza. Il 12 maggio 2012 ha ottenuto la promozione in Serie A2 vincendo lo spareggio contro Santa Marinella. Nella stagione 2012-2013 esordisce l'Olympia 68 Basketball, nata nel 2012 dalla scissione della G.S.D. Olympia Basket. La nuova società partecipa alla Serie A2 e si salva ai play-out contro il College Italia.
Il 21 giugno è annunciato l'accordo societario con la Rainbow Catania e la SRB Roma: nel 2013-2014 la società reggina disputa la Serie A2 a Catania. Come allenatore è richiamato Enzo Porchi. Dopo essersi qualificata per la Poule Promozione e per i play-off per la Serie A1, la società non si iscrive al campionato seguente.